# Кампанія (книга)
Кампанія (англ. «Campaign») — подарункова книга Шайї Лабафа та Керолін Фо, що є частиною проекту Born Villain, восьмого студійного альбому американського рок-гурту Marilyn Manson. Її було видано Grassy Slope Entertainment, виробничою компанією Лабафа.
До комплекту книжки також входить DVD з короткометражним фільмом «Природжений лиходій», режисером цього візуального супроводу до платівки є Шайа. Видання містить світлини Лос-Анджелеса, на котрих зображено рекламні постери, та які були зроблені актором та його тодішньою дівчиною під час нічного блукання містом разом з Менсоном.
Книжка стала доступною для попереднього замовлення 28 серпня 2011, якраз у день прем'єри вищезгаданої стрічки в театрі L.A. Silent Theater. Вона слугувала перепусткою на автограф-сесію та приватний показ фільму 1 вересня 2011 р. о 10 год ранку в книгарні Hennessey & Ingalls, що у Голлівуді.

## Реклама
З метою реклами проекту Лабаф і Фо незаконно розклеїли афіші у Лос-Анджелесі. 27 серпня завдяки постеру виявили адресу офіційного сайту, thecampaignbook.com [Архівовано 18 липня 2013 у Wayback Machine.].